# Joseph Cornelius O'Rourke
Il conte Joseph Cornelius O'Rourke (in russo Иосиф Корнилович Орурк (О'Рурк)?, Iosif Kornilovič Orurk (O'Rurk); Tartu, 1772 – Vseljub, 1849) è stato un generale russo di discendenza parzialmente irlandese.
Fu un comandante militare che combatté nelle guerre napoleoniche ottenendo il grado di tenente generale. È famoso nell'odierna Serbia, dove nel 1810 guidò un esercito russo-serbo alla vittoria contro i turchi a Varvarin.
O'Rourke fu insignito dell'Ordine di San Giorgio, dell'Ordine di Aleksandr Nevskij e dell'Ordine di Sant'Anna per meriti militari. Il suo ritratto fa parte della Galleria militare del Palazzo d'Inverno, ora inserito nell'Ermitage. Un monumento che commemora O'Rourke ed i suoi uomini fu eretto a Varvarin nel 1910, in occasione del centenario della vittoria sui turchi.

## Biografia
La famiglia O'Rourke faceva originariamente parte della nobiltà irlandese giacobita. Fuggirono dall'Irlanda dopo la sconfitta subita nel 1691 dai protestanti guglielmiti nella battaglia del Boyne. La maggior parte dei componenti della famiglia si trasferirono come rifugiati in Francia.
Durante il regno di Elisabetta nella Russia del XVIII secolo, un ramo degli O'Rourke si trasferì in Livonia, allora provincia dell'impero russo. O'Rourke nacque a Dorpat nel 1772. In quel periodo la famiglia si era fusa all'alta società russa grazie ad alcuni matrimoni. Secondo la tradizione, O'Rourke fu immediatamente arruolato alla nascita nella Guardia imperiale. Il padre era il conte Cornelius O'Rouke, che si congedò nel 1788 col grado di maggior generale.
Dopo essere stato educato ed addestrato in una scuola militare, partecipò alla prima azione sul campo nella seconda battaglia di Zurigo contro l'Armée révolutionnaire française. Fu sottoposto del generale Kutuzov nel 1805 nella battaglia di Austerlitz, e ricevette l'Ordine di San Giorgio.
Dopo che Napoleone Bonaparte ebbe invaso la Russia raggiungendo Mosca, O'Rourke prese parte alla difesa cittadina ed alla sconfitta dei francesi a Lipsia, e per queste azioni ricevette l'Ordine di Aleksandr Nevskij.

## Matrimonio e famiglia
O'Rourke ottenne una vasta proprietà nei pressi di Minsk, in cui lavoravano 1000 servi. Si sposò ed ebbe dei figli, tra i quali sei maschi. Michael O'Rourke entrò nella marina come cadetto e divenne tenente nel 1849.
Un suo discendente divenne cattolico e fu nominato vescovo di Danzica dopo la prima guerra mondiale.

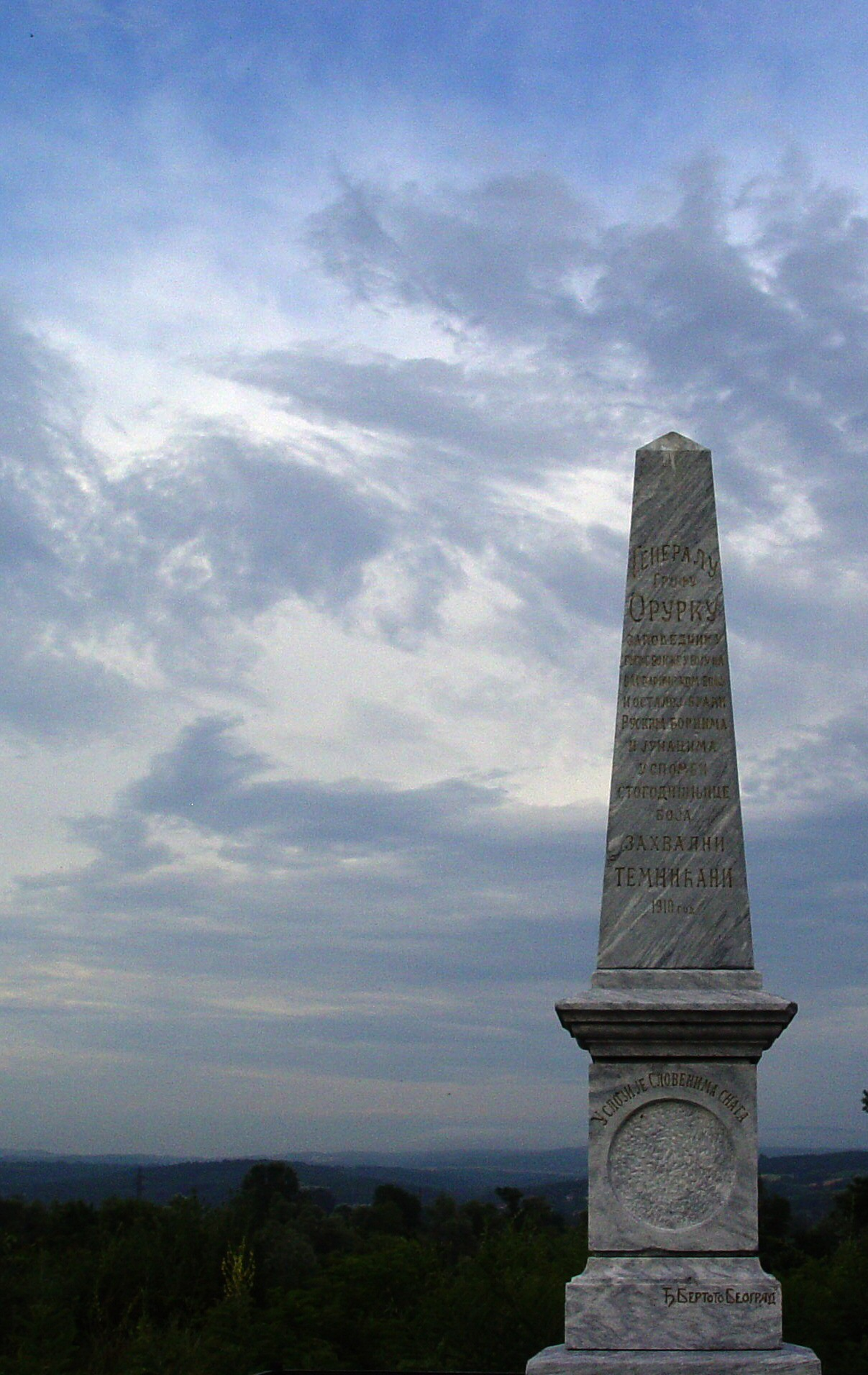
Monumento di O'Rourke a Varvarin, Serbia

## Guerra russo-turca
Tra il 1809 ed il 1812 O'Rourke partecipò alla guerra contro i turchi. Quando questi minacciarono il confine meridionale dell'impero, O'Rourke organizzò un reggimento a sue spese e marciò fino alla Serbia per combattere l'Impero ottomano. Con i suoi uomini combatté per la liberazione di Prahovo, Bela Palanka, Soko Bania (Sokobanja) e Jasika, ottenendo la vittoria decisiva a Varvarin. O'Rourke aiutò a liberare l'area dalla dominazione turca, e per questo gli fu conferito l'Ordine di Sant'Anna.
O'Rourke concluse la carriera militare come tenente generale dopo aver combattuto di nuovo i francesi in Germania. Si ritirò nella sua proprietà di Vselyub, nei pressi di Minsk, dove morì nel 1849.

## Retaggio ed onori
- Ricevette l'Ordine di San Giorgio e l'Ordine di Sant'Anna.
- Un ritratto del generale è esposto nella Galleria militare del Palazzo d'Inverno dell'Ermitage a San Pietroburgo.
- Nel 1910, in occasione del centenario della battaglia di Varvarin, fu eretto un monumento per commemorare lui e gli uomini che combatterono quel giorno.[5]